# Константин Ипсиланти
Константин Ипсиланти (грчки: Κωνσταντίνος Υψηλάντης; румунски: Constantin Ipsilanti; 1760—24. јун 1816) је био члан истакнуте фанариотске породице Ипсиланти, велики драгоман Порте (1796-1799), господар Молдавије (1799-1802) и Влашке (1802-1806).

## Биографија
Константин је припадао познатој грчкој породици Ипсоланти. Придружио се завереницима који су настојали да поведу ослободилачки покрет у Грчкој. Завера је откривена, те Константин мора да бежи у Беч. Помилован је од стране султана Селима III који га је 1799. године поставио за господара Молдавије. Свргнут је 1805. године и бежи у Санкт Петербург. Следеће године избија Руско-турски рат. На челу војске од око 20.000 Руса, Константин се вратио у Букурешт, одакле поново ради на плану ослобађања Грчке од турске власти. Од 1806. године, након руске окупације, Влашка и Молдавија привремено су уједињене. На чело уједињених кнежевина постављен је Константин Ипсиланти. Ипсилантијеви планови пропали су након склапања Тилзитског мира. Њиме је завршен рат Четврте коалиције. Тилзитски мир представља споразум између руског цара Александра и француског цара Наполеона. Једна од одредби споразума предвиђа и обавезу Русије да са Турском оконча рат (Османско царство је од 1802. године у миру са Француском). Примирје је склопљено у Слобозију, а Константин Ипсиланти је 1807. године са својом породицом отишао да живи у Русију. Умро је у Кијеву где је служио као командант Кијевске тврђаве од 1807. године. Константин је био ожењен ћерком Александра Калимашија, Ралуом. Имао је петорицу синова од којих су двојица, Александар и Димитрије, играли значајну улогу у Грчком рату за независност.